# Andrew-Gletscher
Der Andrew-Gletscher ist ein 5 km langer Gletscher im Norden des Grahamlands auf der Antarktischen Halbinsel. Er fließt in nordöstlicher Richtung in die Charcot-Bucht, die er unmittelbar westlich der Webster Peaks erreicht.
Der Falkland Islands Dependencies Survey (FIDS) kartierte den Gletscher im Jahr 1948 und benannte ihn nach James Darby Andrew (* 1919), medizinischer Offizier des FIDS auf der Station in der Hope Bay zwischen 1946 und 1947.